# Oversinging
Oversinging (lit. "cantar demais") é um termo, às vezes depreciativo, usado para descrever estilos vocais musicalmente dominantes, que incluem melismas, belting e um uso excessivo de ornamentos durante o canto.

## Definição
A professora e instrutora vocal Melinda Imthurn escreve:
"Já que oversinging não é um termo técnico, é difícil de definir. Para alguém ele pode significar puxar a voz para além da técnica saudável de canto, enquanto para outros pode significar ornamentar uma canção em excesso, a um ponto onde a melodia não é mais reconhecível."
Oversinging não é uma palavra encontrada comumente em dicionários, mas é um fenômeno conhecido. Nos Estados Unidos, suas origens podem ser traçadas ao sucesso de Whitney Houston na década de 1980. Ele pode ser entendido tecnicamente como pôr pressão demais pela laringe, sendo o resultado uma produção exagerada de som. Oversinging também pode ser chamado de "ginástica vocal" quando se referindo ao uso de melismas. O treinador vocal Roger Burnley descreve este tipo de oversinging como "usar muitos riffs, runs e ornamentos".

## Críticas
Há críticas sobre a prevalência de oversinging em competições de canto como American Idol e The Voice, e alguns atribuem este fenômeno à popularidade de cantoras como Christina Aguilera, Céline Dion e Mariah Carey. Estas, bem como Whitney Houston, Kelly Clarkson e Ariana Grande, são conhecidas por seu frequente uso de melismas e belting. Críticas são em geral focadas na "ginástica vocal" exagerada, que alguns sentem que prejudica os méritos artísticos de uma canção.

## Lesões nas cordas vocais
Forçar a voz de canto, como em um belting sem a coordenação correta, pode levar ao desenvolvimento de nódulos nas cordas vocais. Cantores profissionais em turnês extensivas ou com cronogramas apertados correm um grande risco de prejudicarem suas vozes, a não ser que consigam descansar suas cordas vocais, dormir o suficiente e se alimentar corretamente.
Alguns cantores famosos que desenvolveram nódulos nas cordas vocais são Luciano Pavarotti, Mariah Carey, Freddie Mercury, Joss Stone, Marina Lima e Mallu Magalhães. Outros, que tiveram nódulos nas cordas vocais cirurgicamente tratados, incluem Björk, Justin Timberlake, Sam Smith, Tove Lo, Adele, Shirley Manson, Keith Urban, John Mayer e Rod Stewart. Julie Andrews teve sua voz danificada permanentemente pela cirurgia. A cirurgia de retirada de nódulos realizada em Elton John alterou sua voz permanentemente.
Uma pesquisa realizada pelo Massachusetts General Hospital, que analisou um grupo de cantores de elite com danos nas cordas vocais, revelou que 90% daquelas lesões haviam sido causadas por trauma e uso excessivo da voz.